# 桑名川站
桑名川站（日语：／ Kuwanagawa eki */?）是位於長野縣飯山市大字照岡，屬於東日本旅客鐵道（JR東日本）的飯山線車站。

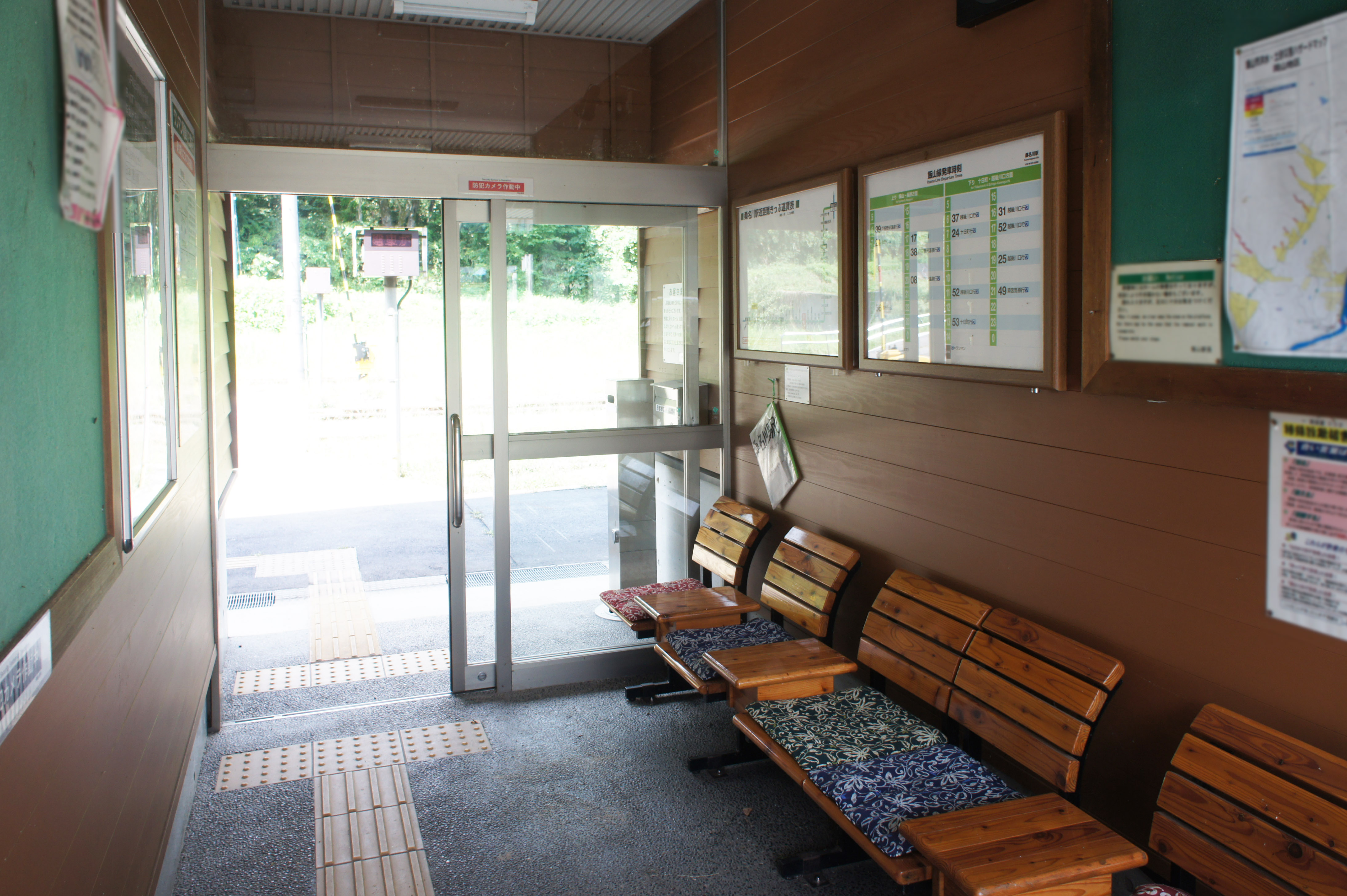
候車室(2021年9月)

## 歷史
- 1923年（大正12年）
  - 7月6日：飯山鐵道 飯山站至此站之間開通，此站啟用[1]。
  - 12月1日：飯山鐵道 此站至西大瀧站之間開通。
- 1944年（昭和19年）6月1日：隨著飯山鐵道國有化，飯山鐵道編入至運輸通信省（後來為日本國有鐵道）飯山線，同時此站停用[3]。
- 1987年（昭和62年）4月1日：伴隨國鐵分割民營化，車站由東日本旅客鐵道（JR東日本）營運。
- 1995年（平成7年）3月15日：成為無人車站[4]。
- 2009年（平成21年）11月：翻新車站大樓[1]。

## 車站構造

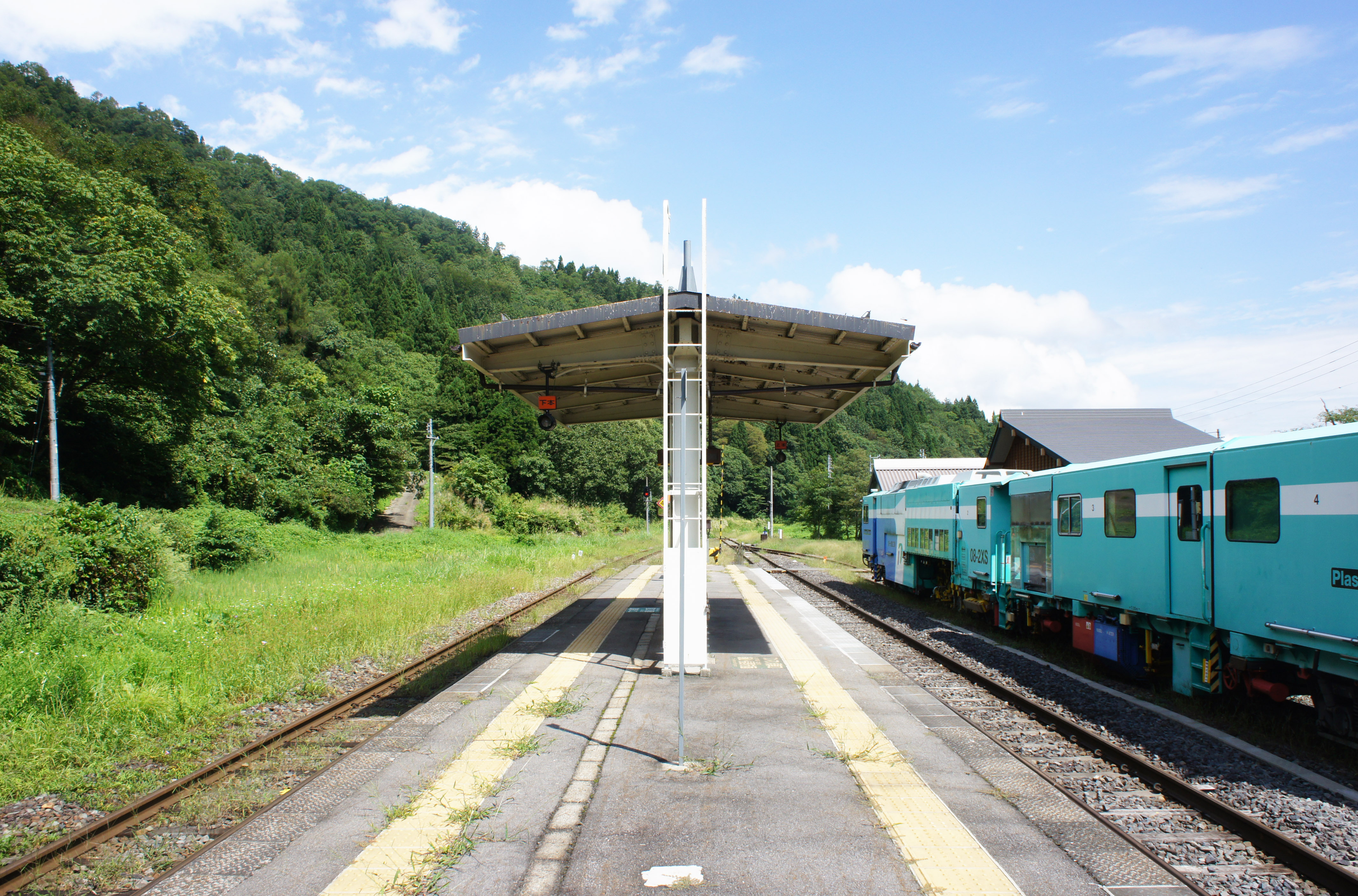
月台(2021年9月)

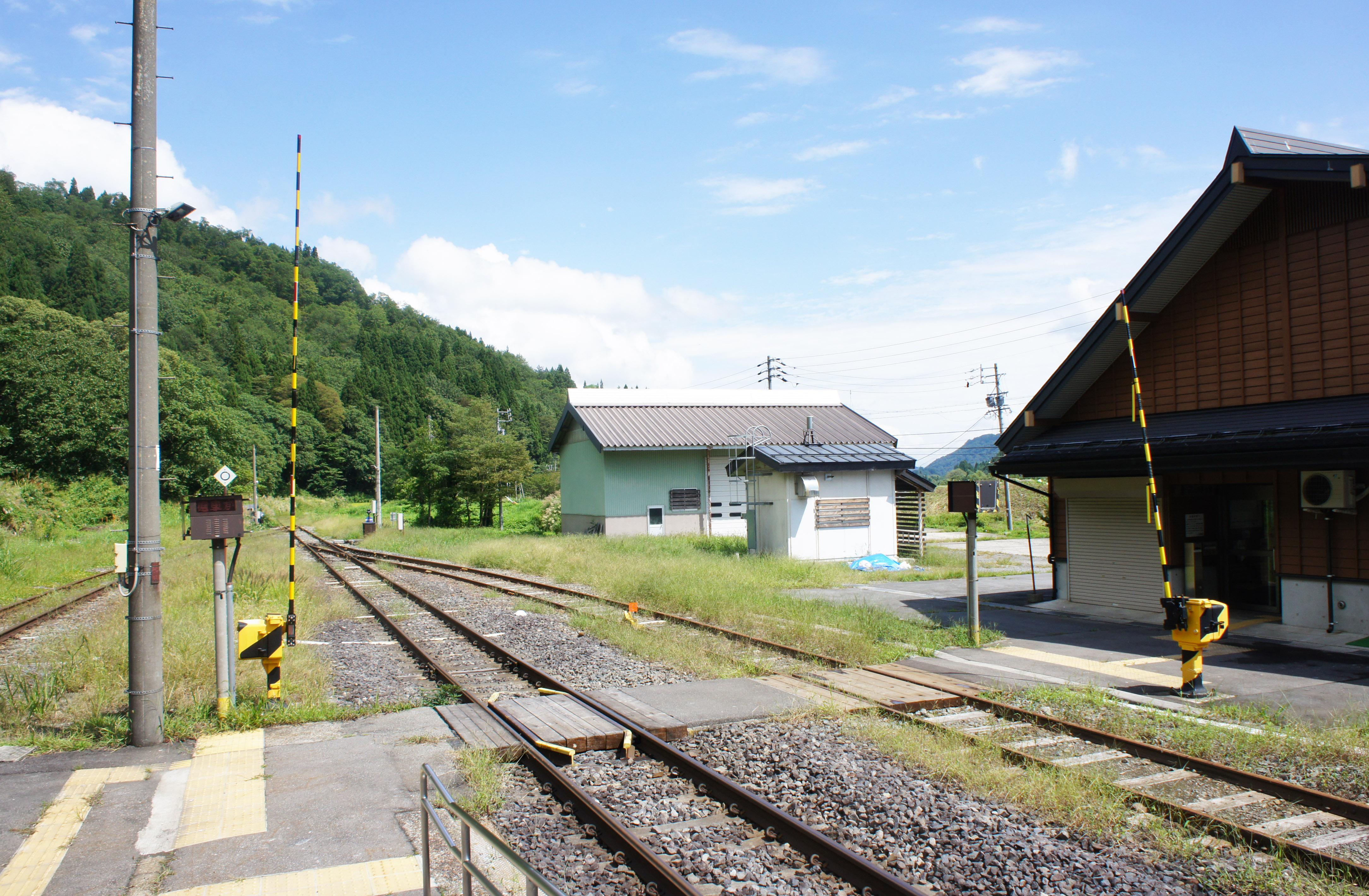
平交道(2021年9月)

本站是地面車站，設有1面2線的島式月台與維護路軌的據點。因站內設有作業員休息房，因此站房相對較大。而由於此站在西大瀧壩建設時設有路軌前往建築場地，因此車站範圍也較大。
本站附近在1982年前設有七卷滑雪場。在冬季有許多滑雪人士前往此站，因此在冬季時急行「野澤」會臨時停靠此站。另外也曾有臨時列車行走來往長野站至此站之間。
此站是由飯山站管理的無人車站。站房與月台之間設有站內平交道。在CTC化前，整日都會有車站職員當值。現時只在冬季時才有車站職員當值，職員業務包括櫃賣業務、站內除雪工作和車站發生異常時處理事件。

### 月台
| 月台 | 路線    | 上下行 | 方向                 |
| ---- | ------- | ------ | -------------------- |
| 1    | ■飯山線 | 上行   | 十日町、越後川口方向 |
| 2    | ■飯山線 | 下行   | 長野方向             |

## 使用狀況
根據「長野縣統計書」資料，以下為乘車人次變化：
- 2009年度 - 14人[2]
- 2010年度 - 18人
- 2011年度 - 16人

## 車站周邊
- 桑名川郵局[1]
- 千曲川
- 國道403號（日语：国道403号）
- MOTOR LAND[1]
- 鍋倉高原[2]
- 佐藤酒店

## 相鄰車站
東日本旅客鐵道（JR東日本）
■飯山線
上桑名川－桑名川－西大瀧

## 注腳
1. 1 2 3 4 5 6 7 8 9 10 11 12  . 週刊朝日百科. 21号 新潟駅・弥彦駅・津南駅ほか. 朝日新聞出版. 2012-12-30: 26 （日语）.
2. 1 2 3 4 5 6  信濃毎日新聞社出版部. . 信濃毎日新聞社. 2011-07-24: 45. ISBN 9784784071647 （日语）.
3. ↑  「運輸通信省告示第249号・第250号」『官報』1944年5月27日（國立國會圖書館數碼化收藏）
4. 1 2  . 交通新聞 (交通新聞社). 1995-03-20: 3.
5. 1 2  . 東日本旅客鉄道.   [2019-11-24] （日语）.

## 外部連結
- 車站資訊（桑名川）：東日本旅客鐵道